# Indravarman IV
Pour les articles homonymes, voir Indravarman.
Indravarman IV également connu sous le nom vietnamien de Ngô Nhiet Hoan est un roi de la VIe Dynastie du royaume de Champā il règne de 982 à 983

## Contexte
Indravarman est le fils Paramesvaravarman Lors de l'invasion du Champā par l'armée du Đại Việt, commandée par général Lê Hoàn ; dans laquelle périt son père, il est couronné dans  la capitale d'Indrapura avant qu'elle ne soit prise et détruite par les vietnamiens. Il se réfugie dans le sud du pays pendant qu'un usurpateur vietnamien Lưu Kế Tông  s'autoproclame roi dans le nord 

## Source
- Georges Maspero Le Royaume De Champa., vol. 11, no. 1, 1910: Chapitre V. Le Tch'eng Cheng (Suite), Dynastie VII 900-986 p. 60-71 JSTOR, www.jstor.org/stable/4526131. Consulté le 24 décembre 2020.